# 喬依·喬迪森
喬依·喬迪森（英語：Joey Jordison，1975年4月26日—2021年7月26日）是一名美國音樂人、作曲家及製作人。他是滑結樂團的創始人之一及主要鼓手，亦擔任Murderdolls的吉他手及和音。
喬迪森生於愛荷華州的德梅因，因興趣而學習吉他及鼓。高校期間他曾參與數個樂團，亦導致他在二十歲時被邀請加入The Pale Ones，最後更演變成滑結樂團。喬依·喬迪森留着黑色的长发，有著一张娃娃脸，可是在演出時他总是戴着一个看起来面无表情的的日本歌舞伎面具，并且自己在上面涂上假血和像伤口一样的黑色图案。他也是活结樂團S标志的设计者。
他为活结写了很多歌，也以自己的名义出過专辑。他也致力於與其他樂團合作，包括金屬製品， Korn， Ministry， Satyricon， OTEP， 瑪麗蓮曼森，及3 Inches of Blood.

## 簡介

### 生平
喬依（原名 Nathan Jonas Jordison）於1975年4月26日於愛荷華州的德梅因出生，並在鄉村地區長大。因受父母影響，從小便接觸音樂，「他們總是要我坐在收音機前面，而不是電視。」小學時他成立了自己首隊樂團，擔任吉他手一位，直至八歲時父母贈他一套鼓組合。他的父母於他幼年離婚，他與兩個妹妹跟隨母親。他母親再婚後設立了一所殯儀館，他偶爾協助母親。喬依突然覺得自己有責任成為一家之主，這令他更早熟。
喬依並不享受校園生活，他承認「我真的很內向，並沒有有很多朋友。」因此他更專注於音樂，在成立Modifidious之前他並沒有一隊正式的樂團，Modifidious令喬依有新的突破，他參與一些本地演出，當中參與者包括其後出現在滑結的Atomic Opera的Jim Root及Heads On The Wall的Shawn Crahan。
經過一輪成員轉換，樂團於1993年發行了兩張樣本唱片: Visceral and Mud Fuchia。
畢業後，他被當地音樂商店Music Land聘用。然而，於1994年3月，他聽取朋友意見，轉在汽油站Sinclair's上夜班－因為夜班讓他週末有時間找朋友，還可在工作時聽音樂。1995年初，Modifidious因興趣減退而解散，其後他加入The Rejects並擔任吉他手，但他只參與過數埸演出。他與Paul Gray曾加入似乎是兒戲的Anal Blast。Gray亦激請他加入他另一樂團Body Pit，但喬依拒絕，並留在The Rejects。

### 滑結
於1995年9月，Gray在喬依工作時激請他加入新樂團The Pale Ones。他參與位於Anders Colsefini的地下室的排練後立刻表示想加入，「我記得我努力嘗試忍笑，所以看來並不想加入，我裝作撲克臉但我知道他們有決定了。」
他被認為是樂團裹最專業的成員之一，亦涉及多種工作包括作曲，混音，製作等。據說是「第一個來，最後離開」的人。每一個滑結成員都被分配一個號碼，喬伊則是“＃1”。喬依一直密切參與了幾乎滑結和Murderdoll每個部份的工作，包括混音和生產階段。2008年，喬依因摔斷了腳踝而不得不取消滑結部份英國巡迴演出。

#### 面具
滑結成員的面具都代表他們的性格或往事。
喬依的日本能劇面具反映了自己的往事，在他年幼時，他喝醉了的母親戴著這個面具從萬聖節派對回來，他被面具的無情凝視嚇壞了。
他說：「面具帶有很多你不能說清的不同含義，這可能是愛，美，仇恨，厭惡，這是所有感情集於一身的。」
專輯 Mate Feed Kill Repeat 早期，他戴著一個白色面具。
專輯 Slipknot，他漆上一些條紋和圓點圖案作裝飾。
專輯 Iowa，他整個面具被潑上假血。
專輯 Vol. 3，他的面具有了變化，值得注意是爪痕斜線，他說「這設計使你感覺到你想感覺的；可怕，邪惡或扭曲」
他於Fuse Fangoria Award show的新灰色面具帶有一些黑色標記。

#### 滑結標記
喬依計設了“S”字標記，被Anders用以紋身，後來成為滑結標誌。
他亦設計滑結的主要標記，"K"是源於他是樂團Korn的超級擁躉，亦因他視KISS為生命中超級英雄。

### Murderdolls
當2001年Ozzfest巡迴演出時，喬依與Tripp Eisen會面，二人決定推行額外計劃。於2002年，喬依恢復The Rejects，並重新命名為Murderdolls。喬依擔任吉他手並聯繫Frankenstein Drag Queens From Planet 13的Wednesday 13擔任低音吉他手，其後Wednesday成為主音，成員還包括Ben Graves，Eric Griffin及Acey Slade。Murderdolls隸屬Roadrunner Records並發行 EP "Right to Remain Violent"。 2002年8月，他們推出以恐怖電影"Friday the 13th"及"活死人之夜"作歌詞啟發的專輯"Beyond the Valley of the Murderdolls"。於2002年10月，Murderdolls的插曲"Living Dead Girl"出現在Dawson's Creek。

### 其他
於2001年，喬依參與瑪莉蓮曼森"The Fight Song"的混音工作，亦有人戴著他的面具出現在瑪莉蓮曼森"Tainted Love"的音樂錄像。其後曼森透露喬依將參與其新專輯"The Golden Age of Grotesque"的吉他工作，但該曲並沒有出現在專輯內。
2004年，喬依在OTEP的專輯House of Secrets中擔任其中六首歌的鼓手。
喬依亦與其他樂團一同演出，僅作巡迴演出的成員。當準備2004年Download Festival時，金屬製品的鼓手Lars Ulrich因神秘疾病而需住院。金屬製品的主唱James Hetfield尋找志願者取代Ulrich。喬依於傍晚完成和滑結的演出後，與Slayer的Dave Lombardo自薦。他個人參與演出十至十三首歌曲，被稱為「當天的英雄」。
於2004年8月，喬依參與Roadrunner United的二十五週年慶祝活動，成為四位「隊長」之一，為專輯作曲，製作元素及選擇主音，他擔任歌曲的鼓手，吉他或低音吉他手。他說「我認為這絕對是好主意，亦非常感興趣，因為這是一個良機與一些我敬仰的藝人合作。」
2004年末，因Satyricon的鼓手被Frost拒絕入境，喬依參與他們的演出。後來節目因吉他手Steinar Gundersen及Arnt Gronbech被指控於多倫多性侵犯一名歌迷而腰斬。
2006年，喬依參與Ministry為期近六十天，跨越美國和加拿大的演出"MasterBaTour 2006"。他亦出現於音樂錄像"Lies Lies Lies"。
2007年，Korn的鼓手David Silveria離開緣故而邀請喬依加入，喬依作為一個需表演五次的表演者，創造了英國Download Festival的最高出現率。他亦出現於音樂錄像"Evolution"。
2008年，喬依參與在Puscifer的專輯"V" is for Viagra. The Remixes的製作，包括重新混音歌曲"Drunk With Power"。

#### 有關歌曲
- Annihilation By The Hands Of God
- Tired 'N Lonely（亦擔任低音吉他）
- No Way Out（亦擔任低音吉他）
- Constitution Down
- Enemy Of The State

於2007年，3 Inches of Blood邀請喬依製作他們的專輯"Fire Up the Blades"，喬依是他們的擁躉，當他得悉Roadrunner需要一些樣本歌曲，他首當其衝，Jamie Hopper讚揚喬依是個「驚人的製作人」。

### 離世
2021年7月27日，喬依·喬迪森的家人向滾石雜誌證實喬依本人的死訊，其在睡夢中離世，死因有待商榷。家人的聲明如下：
「我們在此心碎的表示職業鼓手與音樂人喬依·喬迪森於2021年7月26日在睡夢中安詳離世，享年46歲。喬依的死為我們留下了空洞的心與難以言表的悲傷。
致那些認識喬依，了解他的機智、溫和的個性、寬大的心胸以及他無法抹滅的對音樂和家人的熱愛的人，喬依的家人在此希望粉絲與媒體能尊重我們在這極其困難的時刻下所需要的隱私與平和。家屬表示將盡快舉行私人葬禮，也希望公眾能尊重他們的意願。」

## 設備
| 鼓 Pearl MMX series drums in Diamond Burst color( 4ply 100% aged maple shells) - 22x18 bass drum(2) - 10x8 tom - 12x9 tom - 13x10 tom - 14x12 tom - 16x16 floor tom - 18x16 floor tom - Joey Jordison Signature Snare drum 13x6.5 - Pearl Competitor FFX-style Marching snare drum 12x14 | 鈸 Paiste - 16" Rude Crash/Ride - 18" Rude China - 14" Rude Hi- hats(non sound edge) - 17" Rude Crash/Ride - 8" Signature splash - 6" Signature splash - 8" Sabian Ice Bell or 8" Paiste accent bell - 18" Rude Crash - 20" Dimensions Power Bell Ride - 18" Rude China - 14" Signature Thin China - 13" Mega Cup chime | 硬件/其他 - All Hardware is Pearl hardware including - DR503 drum rack - DR501 rack extension - 2000C Pedal(w/ red cams and Tama wood beaters) - Ahead Joey Jordison Signature Model Drum stick - Remo Emperor/Ambassador/Powerstroke 3 drum heads |  |

## 音樂作品

### 滑結
- 1999: Slipknot
- 2001: Iowa
- 2004: Vol. 3: (The Subliminal Verses)
- 2008: All Hope Is Gone

### Murderdolls
- 2002: Right to Remain Violent
- 2002: Beyond the Valley of the Murderdolls

### 製作
- 2002: Beyond the Valley of the Murderdolls (Murderdolls)
- 2005: The All-Star Sessions (Roadrunner United)
- 2005: 9.0 Live (Slipknot)
- 2007: Fire Up the Blades (3 Inches of Blood)

### 其他
- 2004: House of Secrets (OTEP)
- 2005: The All-Star Sessions (Roadrunner United)

## 影像作品
- 1999: Welcome to Our Neighborhood
- 2001: We Sold Our Souls for Rock 'n Roll
- 2002: Rollerball (2002 film)|Rollerball
- 2002: Dawson's Creek ("Living Dead Girl" episode)
- 2002: Disasterpieces
- 2005: Metal: A Headbanger's Journey
- 2006: Voliminal: Inside the Nine
- 2008: Nine: The Making of All Hope Is Gone
- 2008: Roadrunner United: The Concert DVD

## 其他連結
- Slipknot 官方網站（页面存档备份，存于）
- Joey Jordison's Myspace（页面存档备份，存于）
- Joey Jordison在互联网电影资料库（IMDb）上的資料（英文）